# Maseeiso Seeiso
Princezna Maseeiso Mohato Seeiso (* 20. listopadu 2004) je lesothská princezna, druhé dítě lesothského krále Letsieho III. a jeho manželky královny Masenate Mohato Seeiso.
Narodila se v Soukromé nemocnici Maseru v Maseru, hlavním městě Lesotha. Ženy mají podle zákona zakázáno vládnout v Lesothu, takže ani Maseeiso, ani její starší sestra Senate nemohou usednout na trůn; dědicem trůnu je jejich mladší bratr Lerotholi. V poslední době však existuje určitá podpora pro změnu tohoto zákona.